# フォクトレンダー

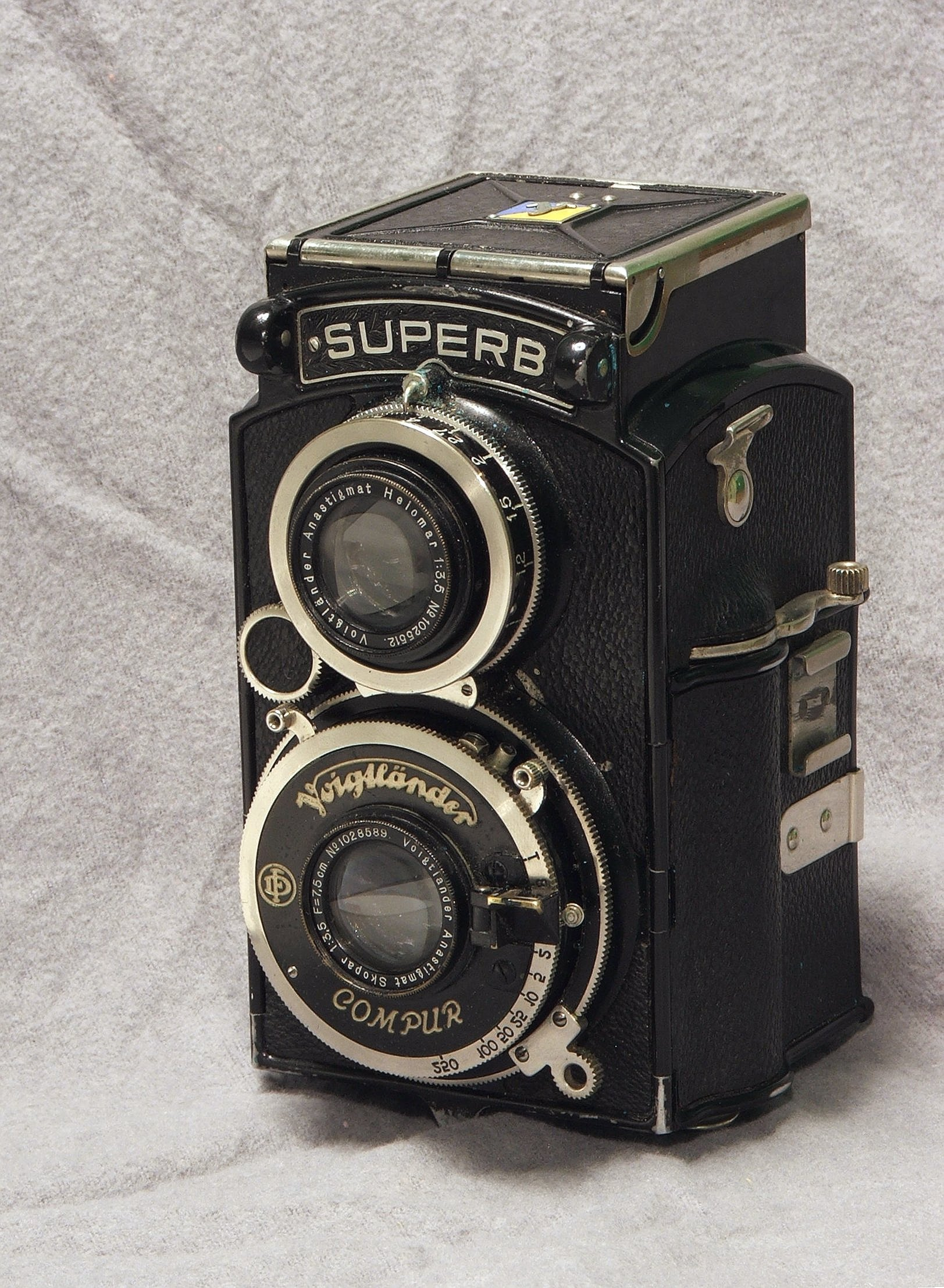
1933年発売の二眼レフ、スパーブ

フォクトレンダー（Voigtländer ）は、次のいずれかを指す。
1. 1756年にオーストリアのウィーンに創業し、ドイツのブラウンシュヴァイクに移転した光学器械メーカー。
2. 日本の光学器械メーカー、コシナが発売するカメラ・レンズのブランド。

第二次世界大戦前の輸入元であった小西六本店（コニカを経て現コニカミノルタ）はカタログで「ホクトレンデル」、「ポクトレンデル」、「フォイクトレンデル」等と舞台ドイツ語風に表記していたが、日常会話におけるドイツ語発音は「フォークトレンダー（ドイツ語発音: [ˈfoːktlɛndɐ]）」である 。戦後、日本を訪れたアメリカ人が「フォクトレンダー」と発音していたため、現在、日本では英語読みで表記するようになったとする説もある。

## 歴史

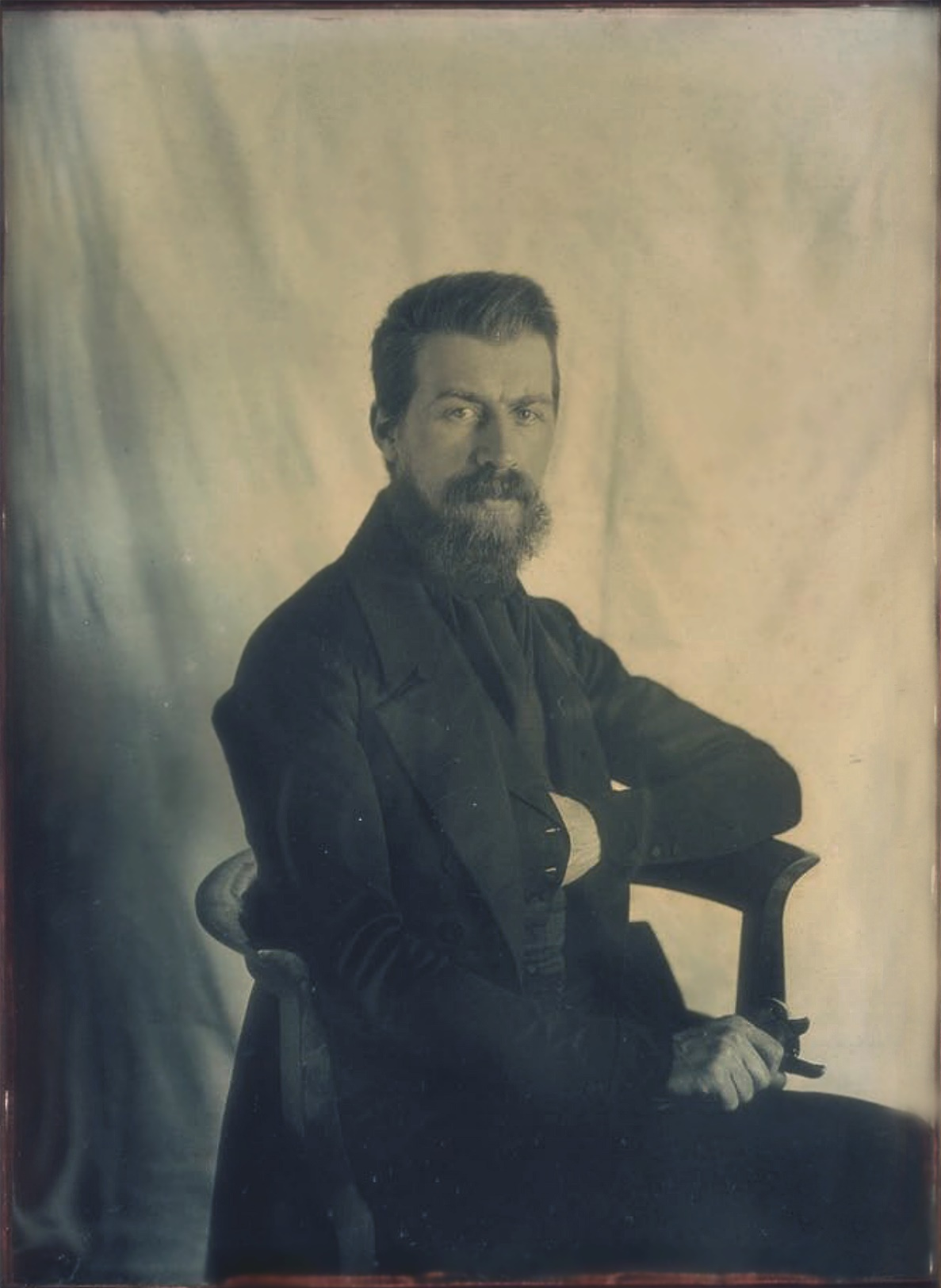
フォクトレンダー（第3代）

### 創業
創業者はヨハン・クリストフ・フォクトレンダー（独: Johann Christoph Voigtländer、1732年 - 1797年）で、マイスターから独立し1756年にウィーンで計測器械と光学器械の小企業を開業すると、大学から注文を受け実験用レンズやガリレオ式望遠鏡、拡大鏡などを少人数で手工業生産していた。
その子であるヨハン・フリードリッヒ・フォクトレンダー（独: Johann Friedlich Voigtländer、1778年 - 1857年）が1807年光学器械の工作所を「フォクトレンダー父子商会」と命名した。1823年、世界初の双眼鏡となるオペラグラスの発売を始めたところ、これが国際的な大ヒット商品となり、英語で「フォクトレンダー」がオペラグラスの代名詞として使用されるまでに発展させた。

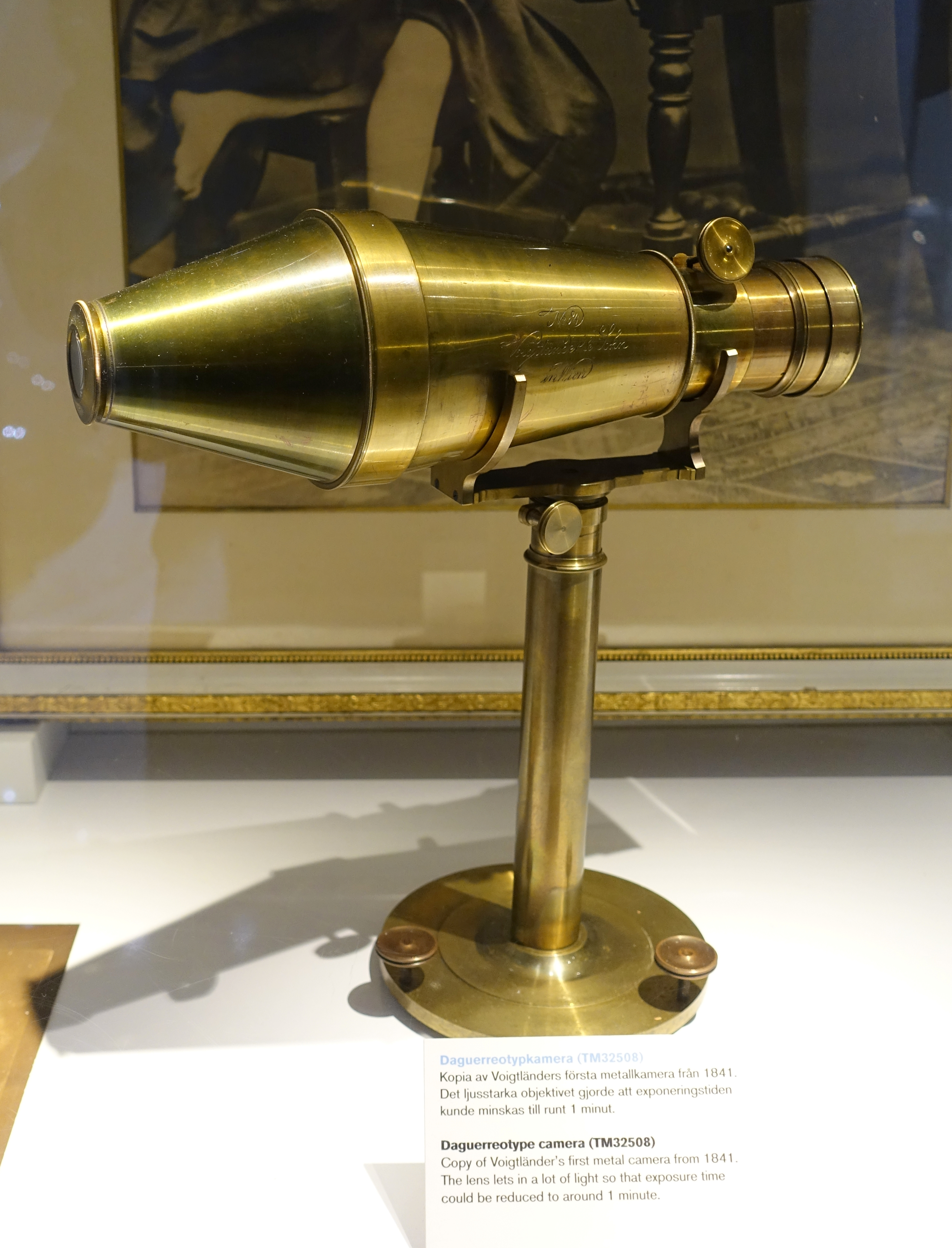
肖像写真用ダゲレオタイプ (1841年)

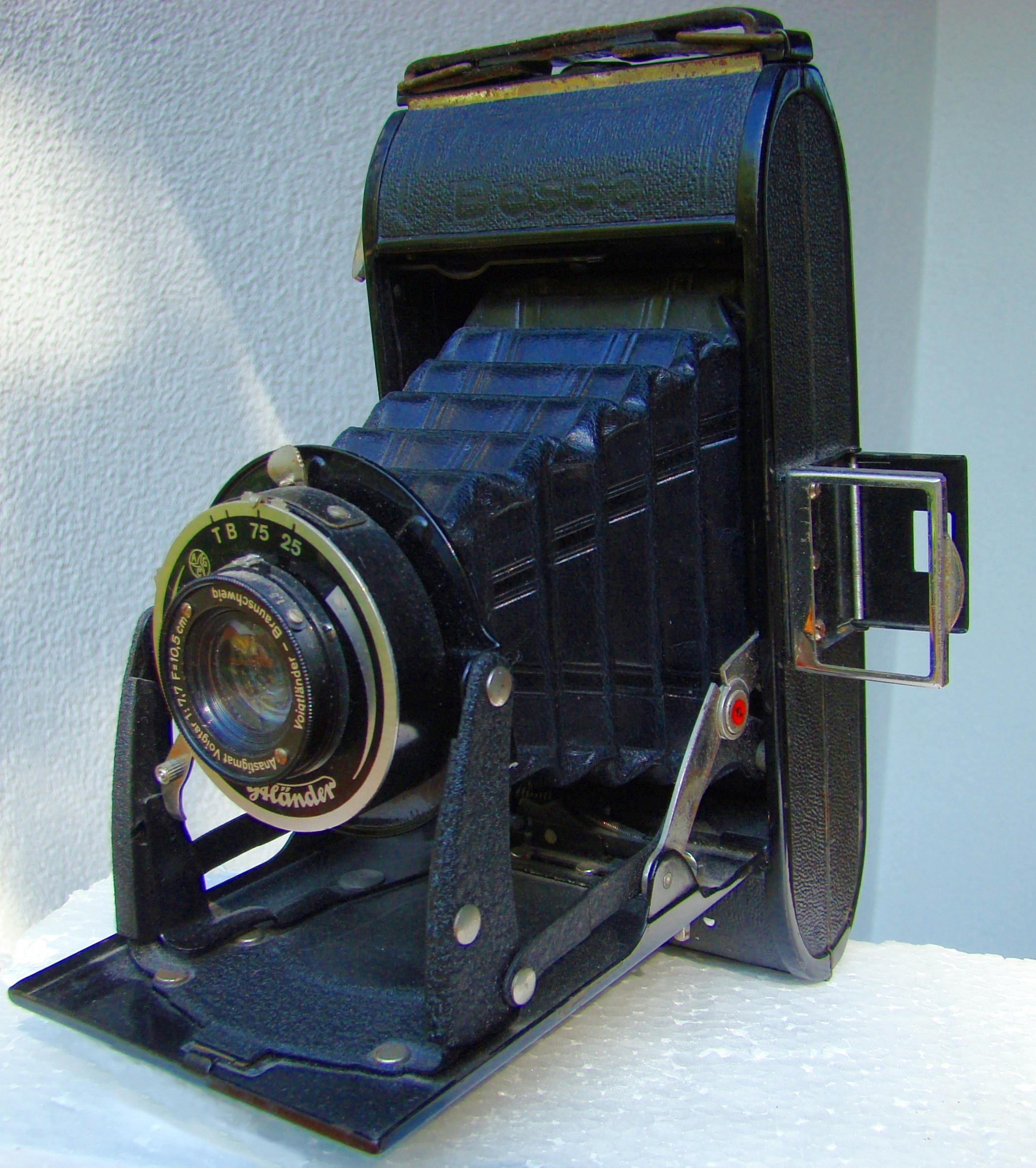
ベッサ (1935年)

### ウィーンからブラウンシュヴァイクへ
3代目となるペーター・ウィルヘルム・フリードリッヒ・リッター・フォン・フォクトレンダー（独: Peter Wilhelm Friedrich Ritter von Voigtländer、1812年 - 1878年）はウィーンの工芸学校で学び、1839年にフォクトレンダー父子商会の社長に就任した。ちょうどその頃ダゲールの写真術が発表され、たまたまパリに滞在していたウィーン大学教授のアンドレアス・フォン・エッティングスハウゼンがその詳細を知った。
おりしも世界初のカメラ「ダゲレオタイプ」が発売されたがそのレンズはF17と暗く、直射日光下でも30分間の露光が必要で肖像撮影には苦痛を伴うものであった。前出のエッティングスハウゼンは明るいレンズの必要性を痛感してウィーンに戻るとジョセフ・マキシミリアン・ペッツヴァールに明るい肖像写真用レンズの設計を依頼、1840年にF3.7の写真用光学レンズの設計を受けると、ペッツヴァールからその製造を委任された。
また3代目フォクトレンダーは世界初の総金属製カメラを同年末に完成、1841年「ペッツヴァールの設計によるフォクトレンダー父子商会製造の肖像写真撮影用新ダゲレオタイプ装置」として発売した。このカメラはパリ万国博覧会に出品され大評判となり、喜んだオーストリア皇帝から3
代フォクトレンダーは叙勲され、後に勲爵士（準男爵）に列すると「フォン」を名乗ることを許される。フォクトレンダー父子商会は1849年にドイツのブラウンシュヴァイクに支店を開設、1852年に転入届を提出すると1862年に移転、工場を拡張し海外にも代理店を置く国際企業となった。
4代目となるフリードリッヒ・ウィルヘルム・リッター・フォン・フォクトレンダー（独: Friedrich Wilhelm Ritter von Voigtländer、1846年3月7日 - 1924年12月1日）はウィーン生まれで父に従い1849年ブラウンシュヴァイクに転居し、工芸大学を卒業すると直ちに父の工場での実習に就き、その後マイスター制度に従ってフランクフルト、カールスルーエ、ベルリン、ロンドン、パリと旅をした。20歳のときにパリのハルナック・プラモフスキー工場で製作した顕微鏡がその後、長年にわたり同社に飾られていたという。父の病気のため1868年社長代行に就任、1878年その死に伴い社長に就任した。4代目は品質に厳格で、1895年頃まで工場を出る全製品を自分で検査していたという。会社の名声はますます高まったが、彼は驕ることなく常に同時代のライバルであるエルンスト・アッベやカール・アウグスト・フォン・シュタインハイルの業績を礼賛していた。フリードリッヒ・オットー・ショットが1886年に01209坩堝で発見した光学ガラスはショット社で生産され、これを使用したツアイス・アナスチグマートは1888年に発売。そのライセンス生産を1891年に開始すると、1898年1月12日にはフォクトレンダー父子商会を株式会社組織に改組した。研究開発にも積極的で、義兄弟でブラウンシュヴァイク工芸大学教授で後に学長となるハンス・ゾンマーの理論的知識を実地に取り入れたり、重役に学者のダーヴィット・ケンプファー、アドルフ・ミーテ、カール・アウグスト・ハンス・ハルティンクを招聘している。ケンプファーの設計で1896年2群6枚対称型のコリニア、ハルティンクの設計で1900年3群5枚のヘリアーと著名なレンズ製品を販売した。
肖像写真用ダゲレオタイプ装置の発売後は、ブラウンシュヴァイクへの移転などもあってか久しくカメラ製造していなかったが、1903年頃から再進出を計り、「カメラの中のストラディヴァリ」（Die Stradivari unter den Kameras! ）を標語とし高品質のカメラを生産した。
2人の子どもに先立たれた4代目が1924年に没すると創業家の血脈は絶えたものの、アドルフ・エーマーが社長となって会社を統率した。1925年にドイツの化学大手企業のシェーリンクが大株主となると経営を活性化・合理化し、1926年にはスコパーを発売している。

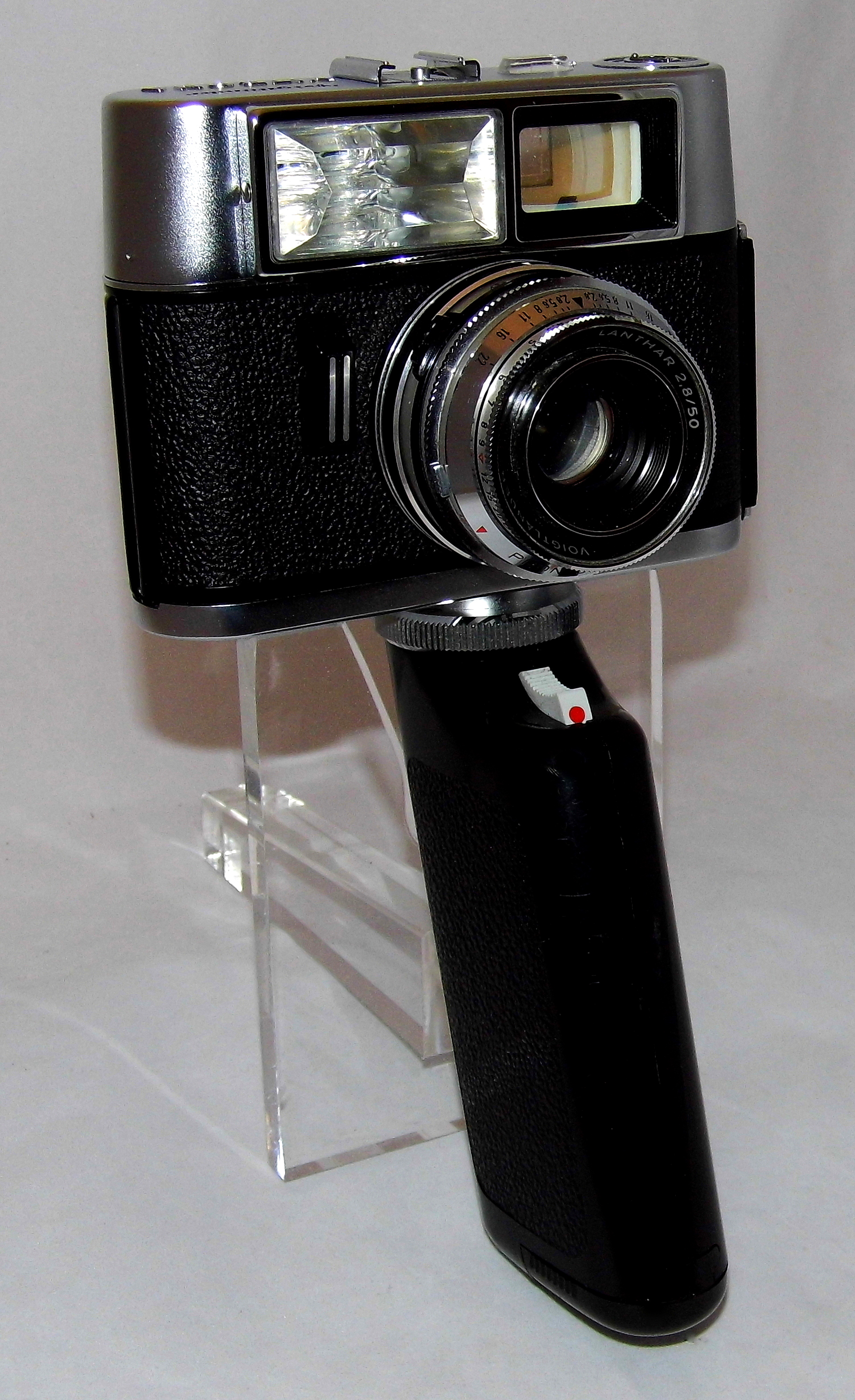
ヴィトローナ
(1965年)

### 第二次世界大戦後
ブラウンシュヴァイクは大きな戦災を免れ、またイギリス占領地域だったため第二次世界大戦後の立ち上がりも早く、1947年には300万本目のレンズを出荷した。
1944年に就職したアルブレヒト・ウィルヘルム・トロニエにより1949年にカラースコパーとカラーヘリアー、1950年にウルトロン、1951年にはノクトンとアポランターが発表された。大判用アポランターによる鮮麗な写真は雑誌のグラビアを一変させたほどであり、会社は1952年から1955年の間に総資産約2000万マルクから3200万マルクへ、従業員数1660名から2500名へ急成長した。
しかしその後は日本製の安価なカメラに押されるようになった。1956年5月16日株式がシェーリンクからカール・ツァイス財団に売り渡され、代表者はコンタックスI型開発者のハインツ・キュッペンベンダー博士となった。1960年には世界初のスチルカメラ用ズームレンズ「ズーマー」、1965年に世界初のフラッシュ内蔵カメラヴィトローナを発売するなど業界を牽引する場面もあったが退潮は止められず、1965年10月、ツァイス・イコンとカルテルを結成し「ツァイス・イコン・フォクトレンダー販売会社」を発足、1969年10月1日をもってツァイス・イコンに吸収合併され新生ツァイス・イコンのブラウンシュヴァイク工場となった。1971年8月、ツァイス・イコンは一般消費者向け光学器械事業から撤退を決定、伝統あるブラウンシュヴァイク工場は1972年に操業を停止した。フォクトレンダーの商標権はローライに譲渡移転され、ローライフレックスSL35をフォクトレンダー銘にしたVSLシリーズ等が販売された。その後ローライが1981年倒産した際、当該商標権はドイツのプルスフォト（独: PlusFoto GmbH）に移転、1997年にリングフォト（独:  RingFoto GmbH）との共有名義になった。

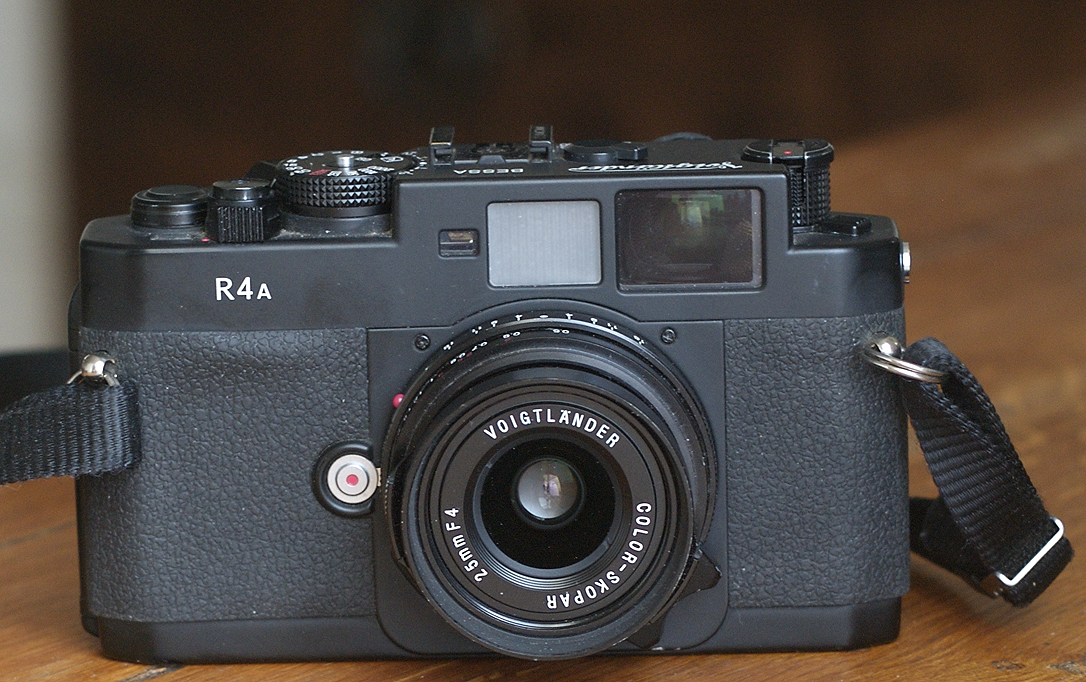
ベッサR4A
(2004年)

### 現代に蘇ったフォクトレンダーブランド
1999年にプルスフォト、リングフォトから商標権の通常使用権の許諾を受けたコシナは、フォクトレンダー及びその一連のレンズ名の商標を使用してレンジファインダーカメラおよび交換レンズを製造販売、その後、通常使用権をもとに旧フォクトレンダーのレンズ名の商標を民生用光学機器に採用して製造販売、海外輸出を含むブランド戦略を展開している。一連の商品にはM42マウントの一眼レフカメラ、ライカマウントのレンジファインダーカメラ用の交換レンズ、前記一眼レフ用ならびにニコンFマウント用の交換レンズ等の各種のカメラ機器・各種交換レンズ等を手がけた。その際にレンズ名として用いるものとしてはスコパー 、ヘリアー、ウルトロン、ノクトン、アポランター等が選ばれた。

## 関連資料
本文脚注以外の資料、発行年順。
- 北野邦雄「巻頭言･フォトキナへの旅 フォトキナ速報--1960年フォトキナの全貌」『写真工業』第17巻第5号（通号103）、東京：写真工業出版社、1960年11 月、p19-35（コマ番号0010.jp2）。国立国会図書館内公開、doi:10.11501/3341956 、全国書誌番号00010716。
- 北野邦雄「世界の名機･9 フォクトレンダー」『写真工業』第34巻第8号（通号303）、東京：写真工業出版社、1976年6月、p42-45（コマ番号0022.jp2）。国立国会図書館内公開、doi:10.11501/3342155。
- 編集部「FIRST LOOK フォクトレンダーVITO C」『写真工業』第40巻第9号（通号399）、東京：写真工業出版社、1982年9月、p90-91（コマ番号0046.jp2）。国立国会図書館内公開、doi:10.11501/3342250。
- 中村欽「ドイツのカメラ物語 2使い込んで深まるフォクトレンダーの味」『アサヒカメラ』第77巻第14号（通号774）、朝日新聞出版、1992年12月、p157-158（コマ番号0079.jp2）。国立国会図書館内公開、doi:10.11501/7969968、全国書誌番号00000982。雑誌別題『Photograpy journal Asahicamera』。
- 吉岡荘太郎「随筆 クラシックカメラの散歩道--探し方・撮し方・壊し方 (その2)ヴィトーIII(フォクトレンダー) 」『浄化槽』第2号（通号262）、東京：日本環境整備教育センター、1998年2月、p42-44（コマ番号0026.jp2）。国立国会図書館／図書館送信参加館内公開、doi:10.11501/3331185、00089186。
- 『日本カメラ』第703号、日本カメラ社、2000年2月。国立国会図書館内公開、doi:10.11501/7918693、全国書誌番号00018408。
  - 「新製品ニュース フォクトレンダーベッサR・カラースコパー35mmF2.5パンケーキタイプ・カラースコパー35mmF2.5クラシックタイプほか」p103-106（コマ番号0052.jp2）。
  - 中村文夫「ファーストレビュー フォクトレンダーVCメーター」p107（コマ番号0054.jp2）。
- マイケル・プリチャード「22　フォクトレンダー・プロミネント」『50の名機とアイテムで知る図説カメラの歴史』野口正雄（訳）、原書房、2015年、p100。ISBN:978-4-562-05157-1。